# Terminator (astronomia)

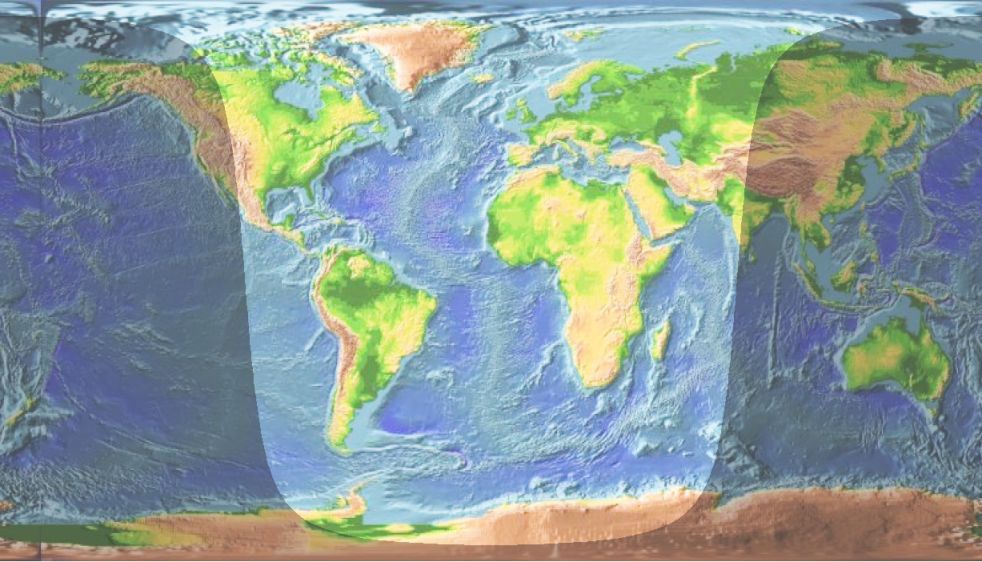
Mapa Ziemi z zaznaczonym przebiegiem terminatora (w kwietniu)

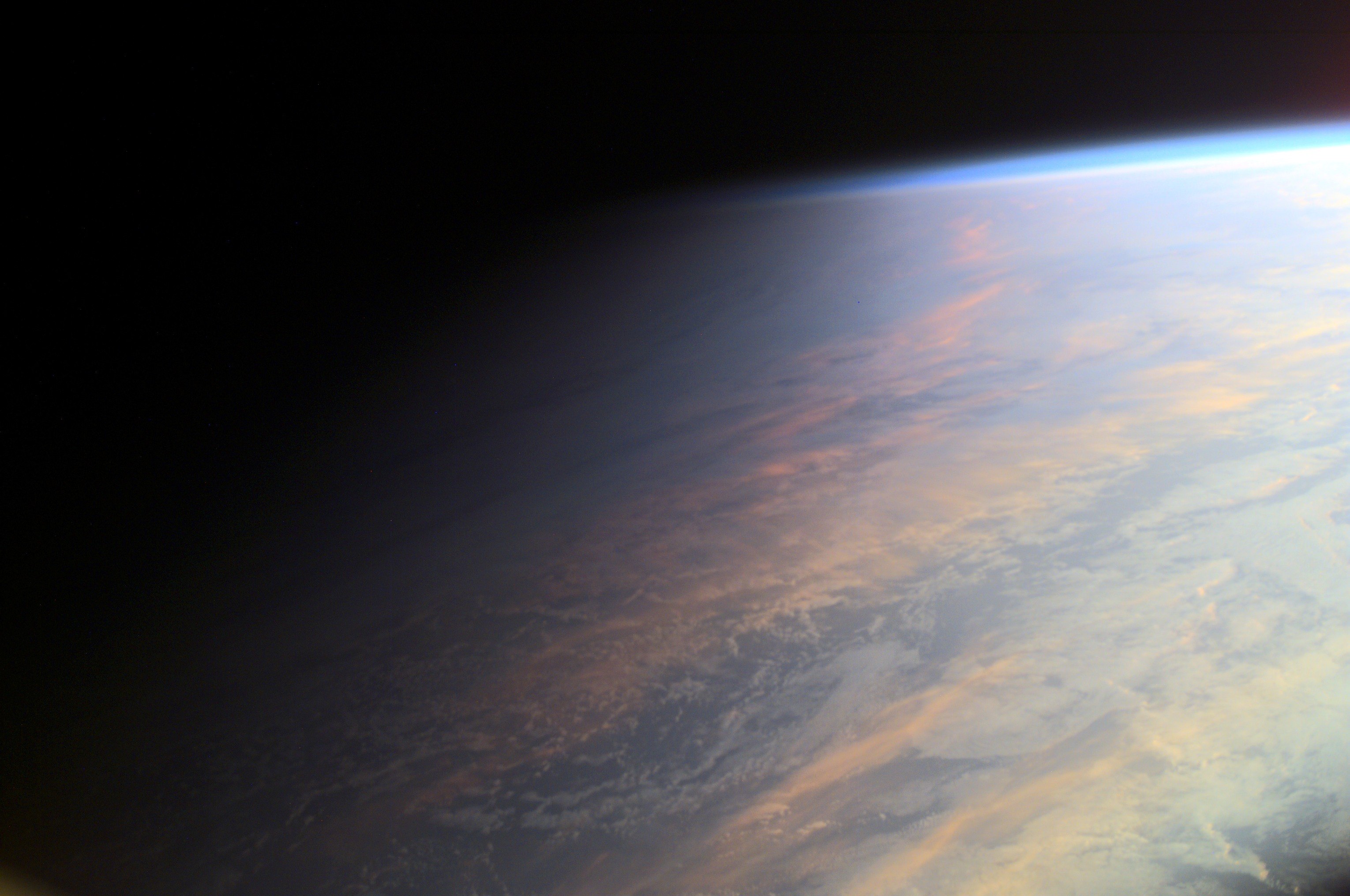
Fotografia fragmentu terminatora na Ziemi, wykonana z Międzynarodowej Stacji Kosmicznej. Terminator jest rozproszony i wykazuje stopniowe zaciemnienia, co jest obserwowane na powierzchni jako zmierzch lub świt.

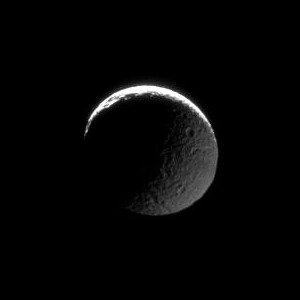
Dwa terminatory na Mimasie, księżycu Saturna: górny tworzy światło Słońca (ostrzejsze), prawy światło odbite od tarczy Saturna.

Terminator – linia pomiędzy oświetloną (dzienną) a nieoświetloną (nocną) stroną ciała niebieskiego (zwykle planety lub księżyca). Definiowany jest jako zbiór punktów na powierzchni ciała niebieskiego, w których padające promienie świetlne (zwykle gwiazdy centralnej, np. Słońca) są styczne do tej powierzchni. Linia ta pozwala rozróżnić na powierzchni ciała dwie półkule: na jednej z nich jest dzień, a na drugiej – noc.
Położenie terminatora nie jest stałe w czasie. Zmiana jego położenia jest wynikiem głównie ruchu obrotowego ciała wokół własnej osi. Pory roku również mają znaczący wpływ na przemieszczanie się terminatora. W czasie równonocy wiosennej i jesiennej linia terminatora przechodzi przez bieguny Ziemi i ma kształt odpowiednich w danej chwili południków. Płaszczyzna zawierająca terminator ma największe nachylenie względem osi obrotu Ziemi (ok. 23,5°) w trakcie letniego i zimowego przesilenia.
Obrazowo można stwierdzić, że terminator przemiata powierzchnię planety, wytyczając strefę wschodu oświetlającej gwiazdy na jednej półkuli i jej zachodu na przeciwnej.
Badanie terminatora może dostarczyć informacji o ciele niebieskim. Na przykład rozmyty terminator wskazuje na obecność atmosfery wokół ciała.
Jedynym pasażerskim samolotem mogącym prześcignąć terminator w jego pozornym ruchu na średnich szerokościach geograficznych był odrzutowiec Concorde. Przy niektórych wieczornych lotach transatlantyckich z Wielkiej Brytanii lub Francji można było wystartować w nocy i w czasie lotu doświadczyć wschodu Słońca, który następował w tym wypadku z kierunku zachodniego. Samolot doganiał terminator, który wcześniej przyniósł zmrok na lotnisku startowym.